# 雷娜特·布罗伊尔
雷娜特·布罗伊尔（德語：Renate Breuer，1939年12月1日—），德国女子皮划艇运动员。她曾代表西德参加1968年和1972年夏季奥林匹克运动会皮划艇比赛，其中1968年奥运会获得一枚银牌。